# Fosse comuni in Cecenia

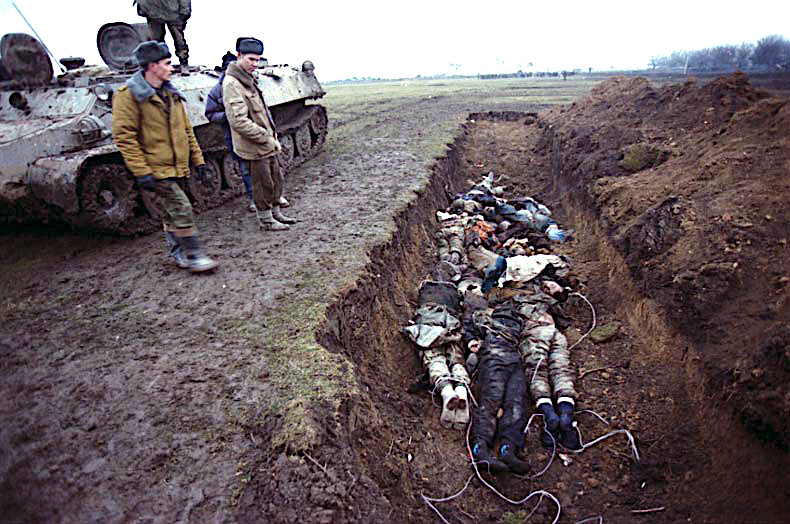
Truppe russe che seppelliscono dei cadaveri in una trincea in Cecenia

Sin dall'inizio delle guerre cecene nel 1994, sono state scoperte in Cecenia delle fosse comuni contenenti centinaia di cadaveri. Nel giugno 2008, erano state già registrate 57 ubicazioni di fosse comuni in Cecenia. Secondo Amnesty International, migliaia di persone potrebbero essere sepolte in tombe non contrassegnate, compresi circa 5.000 civili scomparsi sin dall'inizio della seconda guerra cecena nel 1999. Nel 2008, è stata scoperta a Groznyj la più grande fossa comune trovata finora, contenente circa 800 corpi provenienti dalla prima guerra cecena del 1995. La politica generale della Russia nei confronti delle fosse comuni cecene non è quella di riesumarle .

## Sommario
In un rapporto del marzo 2001, Human Rights Watch (HRW) ha documentato la presenza di otto tombe non contrassegnate in Cecenia, tutte scoperte nel 2000 e nel 2001; HRW ha anche documentato otto casi in cui i cadaveri venivano semplicemente scaricati sul ciglio della strada, in proprietà ospedaliere o altrove. Anche il Memorial Human Rights Center ha documentato numerosi di questi casi. La maggior parte dei corpi presentava ferite d'arma da fuoco a distanza ravvicinata, tipiche delle esecuzioni sommarie extragiudiziali e segni di mutilazione (gli esami di alcuni di questi corpi da parte dei medici hanno rivelato che alcune delle mutilazioni sono state inflitte mentre i detenuti erano ancora vivi, il che indica che le vittime sono state anche torturate duramente). Il 29 marzo 2001, l'Alto Commissariato delle Nazioni Unite per i diritti umani (OHCHR), Mary Robinson, ha richiesto un'indagine approfondita sui siti delle fosse comuni in Cecenia. In una dichiarazione resa alla cinquantasettesima sessione dell'OHCHR, Robinson dichiarò che le fosse comuni "dovevano essere approfondite e investigate a fondo".
Nel 2003, i residenti e gli attivisti per i diritti umani hanno asserito che frammenti di corpi fatti saltare in aria erano stati trovati in tutta la regione. I critici hanno affermato che, anziché porre fine alle violazioni dei diritti umani, i militari sembravano fare del loro meglio per nasconderle. È stato riferito che diverse famiglie pagavano dei riscatti alle truppe russe per ottenere i corpi delle vittime. Il 31 marzo 2003, il commissario per i diritti umani del governo russo Oleg Mironov ha invitato le autorità ad aprire i siti di sepoltura di massa in Cecenia per identificare i corpi e stabilire le cause delle loro morti, "per poi seppellirli come meritano di esserlo gli esseri umani". Allo stesso tempo, Mironov ha respinto la proposta dell'Assemblea parlamentare del Consiglio d'Europa (APCE) di istituire un tribunale internazionale per indagare su presunti crimini di guerra commessi in Cecenia.
Il 16 giugno 2005, il governo filo-russo locale ha annunciato la presenza di 52 fosse comuni in Cecenia. Il presidente del comitato ceceno del governo per i diritti civili, Nurdi Nukhazhiyev, è stato citato dall'agenzia di stampa ITAR-TASS, la quale afferma che le tombe non erano state aperte, quindi il numero totale di morti era difficile da determinare. Entro il 2005, Amnesty International ha stimato che risultavano ancora scomparse fino a cinquemila persone a partire dal 1999, su una popolazione di circa un milione.
Nel 2008, riesumare e identificare i corpi in quasi sessanta siti di sepoltura di massa identificati ma non aperti rimane un problema. Le organizzazioni europee per i diritti umani stanno finanziando la costruzione di un laboratorio per identificare i corpi. Non è insolito per i ricostruttori di immobili di Grozny imbattersi in corpi: alcuni di essi sono stati silenziosamente spostati per fare spazio alla ricostruzione. Secondo il governo ceceno pro-Mosca, 4.825 persone sono scomparse, senza nessuna traccia, nella repubblica dal 1994 fino a luglio 2008.

## Scoperte
(Le date si riferiscono spesso ai resoconti dei media, non alle scoperte stesse. )
- Febbraio 2000: la rete televisiva tedesca N24 mandò in onda un video di una fossa comune che affermavano fosse cecena. Molti dei corpi sembravano essere legati o avvolti in filo spinato e alcuni sembravano essere stati mutilati (compreso uno a cui sembrava essere stato tagliato un orecchio). Il video mostrava anche un ceceno morto trascinato per un campo da un camion e soldati russi che scaricavano un cadavere da un carro armato. "Sono rimasto scioccato da ciò che ho visto" commentò Álvaro Gil-Robles, il commissario per i diritti umani del Consiglio d'Europa. Degli ufficiali di Mosca dichiararono che il video mostrava la sepoltura di dei ribelli rimasti uccisi durante la lotta e che non erano stati giustiziati. Alcuni la definirono una "propaganda e falsificazione" da parte dei ribelli, mentre altri dichiararono che la Russia aveva aperto un'investigazione sulle circostanze della morte dei ceceni.[13][14][15][16]
- Luglio 2000: venne affermato che i corpi di circa 150 persone erano stati trovati in una fossa comune vicino al paese di Tangi-Chu, Urus-Martanovsky rajon nel sud della Cecenia.  Le persone che riuscirono ad assistere alle esumazioni dichiararono che i cadaveri avevano le mani legate con del filo spinato. Un ufficiale pro-Mosca affermò che circa metà dei corpi appartenevano a ribelli ceceni, visto che indossavano uniformi caratteristiche di questo gruppo. Il resto apparteneva a civili che "non sembrava mostrassero segni di violenza".[17]
- 21 febbraio 2001: più di 50 corpi (un ufficiale appartenente all'amministrazione pro-Mosca dichiara 80[18]) di uomini, donne e bambini, che mostravano segni di tortura e di esecuzioni sommarie di stile militare, vennero scoperti nella principale base militare russa Khankala allo stabilimento di villeggiatura abbandonato di Dachny (chiamato anche Zdorovye) vicino a Groznyj, facendo scoppiare uno scandalo su scala internazionale.[19] Molti erano stati fatti esplodere[20] e alcuni mostravano segni di mutilazioni come ferite da taglio, arti rotti, unghie recise e orecchie smembrate; molti avevano le mani legate dietro la schiena ed erano bendati.[21] La gran maggioranza delle vittime (16 su 19) i cui corpi erano stati identificati erano state viste per l'ultima volta quando le forze federali russe le avevano arrestate.[22] I gruppi per i diritti umani suggerirono che i soldati russi della base di Khankala usavano la colonia di dacie di Zdorovye per disfarsi dei corpi dei prigionieri giustiziati.[23] Tra i corpi identificati ci fu quello di Nura Luluyeva, una donna cecena che venne rapita e picchiata a morte dai soldati russi nel 2000, fatto comprovato successivamente dalla Corte europea dei diritti dell'uomo (CEDU).[24] Le autorità, che negarono fermamente il loro coinvolgimento nelle morti,[25] seppellirono il resto dei corpi senza preavviso e senza che potessero essere effettuate delle autopsie adeguate o un raccoglimento di prove cruciale che avrebbero potuto aiutare nell'identificazione dei responsabili. Human Rights Watch definì l'investigazione ufficiale una "farsa".[26]
- 10 aprile 2001: il sindaco pro-Mosca di Groznyj Beslan Gantamirov annunciò la scoperta di 17 corpi con ferite da arma da fuoco nello scantinato di un dormitorio che era stato bombardato vicino alla stazione del distretto di polizia di Oktyabrskoye, presenziato dalle truppe speciali di polizia di OMON da Chanty-Mansijsk, città della Siberia. Il giorno successivo Gantamirov annunciò che il suo resoconto era falso e che non era stato trovato nessun corpo. Per spiegare il suo ripensamento, Gantamirov disse che aveva saputo della scoperta dalla stessa fonte dell'inviato russo Viktor Kazantsev, che aveva inizialmente confermato la scoperta, per poi negarla in seguito. L'ufficiale OMON responsabile della situazione affermò che l'unità non aveva niente a che fare con la scomparsa dei residenti locali, aggiungendo che le fosse comuni in Cecenia sono ordinarie.[27] A marzo 2005, uno degli ufficiali dell'unità, Sergey Lapin, venne condannato per aver torturato un uomo ceceno che risulta tuttora scomparso.[28] A giugno 2006, Memorial presentò prove di esistenza di un centro di tortura segreto nello scantinato di una ex scuola per bambini sordi nel distretto Oktyabrsokye di Groznyj, che la polizia russa avrebbe utilizzato per trattenere, torturare e uccidere centinaia di persone. Gli attivisti affermarono di aver raccolto le prove giusto in tempo, prima che l'edificio in questione fosse demolito in quello che secondo loro era un tentativo di coprire tutto.[29]
- 22 aprile 2001: un'unità di ricognizione russa scoprì i resti di almeno 18 persone, fino ad un numero di 30, in una fossa comune vicino ad una strada sterrata di montagna nel sud della Cecenia. Secondo un rappresentante del Cremlino, le vittime sembravano essere prigionieri di guerra o persone che erano state rapite e poi uccise durante la prima guerra Cecena e sembrava che avessero sparato a tutti e poi li avessero decapitati.[30][31][32]
- 25 giugno 2001: vennero scoperti i resti di dieci uomini in una fossa nella periferia di Groznyj, mentre altri sedici corpi (due di essi senza testa) vennero trovati vicino al quartier generale militare russo a Khankala pochi giorni prima.[33]
- 3 marzo 2002: la ABC dichiarò che i ribelli ceceni dicevano di aver trovato una fossa comune con più di venti corpi in un silo per cereali nella città di Argun, dei quali ne vennero recuperati tre. Le organizzazioni per i diritti umani dissero che diverse persone sparirono in quei luoghi tre mesi prima, durante un'operazione di rastrellamento.[34]
- 9 aprile 2002: una fossa comune con diversi resti umani di circa cento persone venne scoperta in una grotta di montagna nell'Ačkhoj-Martanovskij rajon. Gli abitanti del luogo che scoprirono la fossa dichiararono che, sulla base dell'esame dei resti degli scheletri, si trattava di resti di bambini, tutti decapitati. Il generale Vladimir Moltenskoi, che comandava le forze federali combinate in Cecenia, annunciò prontamente che i corpi avrebbero potuto essere dei soldati russi catturati dai combattenti ceceni tra il 1994 e il 1996 che erano stati poi detenuti in un campo di sterminio. Tuttavia, dei testimoni dichiarano che le scatolette di carne di maiale e le bottiglie di vodka trovate sul luogo dimostrano che in quel luogo si trovavano dei soldati russi. La popolazione locale ritiene inoltre che, già nel dicembre 2000, diversi detenuti, inclusi bambini trattenuti durante le operazioni di rastrellamento, venivano trattenuti dalle truppe stazionate nell'area delle grotte.[35]
- 8 settembre 2002: la polizia di Inguscezia scoprì una fossa comune vicino a Goragorsky, sul confine con la vicina Cecenia, con all'interno i corpi di quindici uomini ceceni.[36] Memorial dichiara che sette delle persone identificate vennero viste per l'ultima volta nel momento in cui furono arrestate dalle truppe russe in diversi momenti e in diversi luoghi nel maggio 2002. Le autorità russe, tuttavia, dichiarano che quattro delle vittime vennero rapite da un gruppo ribelle ceceno.[37] La fossa venne trovata dopo che i parenti delle vittime corruppero i soldati russi per avere delle informazioni.[38]
- 6 aprile 2003: la polizia cecena dichiarò di aver trovato quattro fosse con corpi sfigurati nelle 24 ore precedenti. Il ministero delle situazioni di emergenza della Cecenia dichiarò che furono trovati tre siti nella parte nord del Nadterečnyj rajon, una zona relativamente pacifica della Cecenia. I corpi erano stati decapitati e gli erano state tagliate le braccia.[39]
- 8 ottobre 2004: una fossa comune con tre donne, tutte uccise con un colpo di pistola alla testa, venne scoperta a Groznyj. Le donne erano state sepolte a pochi metri da degli edifici che ospitavano le forze della federazione russe nel 2000 e nel 2001, e vicino ad un checkpoint presenziato da truppe federali tra il 2000 e il 2003.[40]
- 20 novembre 2004: fu trovata una fossa comune con i corpi di 11 persone, con età tra i 12 e i 20 anni, vicino al paese di Jalka nel Gudermesskij rajon. In precedenza quella stessa settimana, gli abitanti del luogo avevano trovato tre corpi di degli uomini nelle vicinanze di un caseificio nel distretto rurale di Groznyj; i corpi presentavano diversi segni di tortura.[41]
- 2 aprile 2006: i resti di 57 corpi vennero trovati in delle fosse comuni durante un lavoro di disinnesco di ordigni inesplosi e mine anti uomo nel Parco Sergey Kirov nel distretto Leninsky di Gronyj.[42] Valery Kuznetsov, il pubblico ministero della Cecenia, dichiarò che attraverso un esame dei corpi sepolti nelle fosse era stato scoperto che si trattava di "cittadini comuni" che erano morti a causa delle esplosioni di proiettili e bombe d'artiglieria durante la guerra tra il 1999 e il 2000; aggiunse anche che non sarebbero state svolte ulteriori investigazioni. Sei dei corpi presenti in quelle fosse non vennero mai identificati e vennero sepolti nuovamente in delle tombe numerate. Le autorità locali pianificavano di costruire un centro di divertimento, che avrebbe preso il nome di Achmat Kadyrov, sul sito dell'ex Parco Kirov, in cui vennero trovate altre nove fosse, scoperte nei mesi di aprile e maggio.[43]
- 27 giugno 2006: i Servizi federali per la sicurezza della Federazione russa (FSB) che si occupano della Cecenia dichiararono di aver trovato una fossa con i corpi di nove soldati federali e sostenitori locali del governo federale, giustiziati da dei militanti ceceni tra il 1996 e il 1997.[44]
- 5 maggio 2008: un militare del battaglione speciale Vostok rivelò l'ubicazione di un terreno di sepoltura segreto nell'ex fabbrica biochimica di fertilizzanti Gudermes, dal quale vennero recuperati sette corpi completamente decomposti. Il giorno successivo, l'uomo rivelò la posizione del sito di sepoltura di un ufficiale Vostok, Vakharsolt Zakayev, che venne ucciso con un colpo di pistola nel 2003 perché sospettato di aver ucciso il comandante Vostok, Dzhabrail Yamadayev.[45]
- 21 giugno 2008: venne segnalata la presenza di un grande luogo di sepoltura con almeno 800 corpi nell'area del cimitero ortodosso russo nel distretto Leninskyj di Groznyj. I corpi, principalmente di civili ma anche di alcuni combattenti ceceni e truppe federali uccisi durante le lotte per la città, erano stati, secondo delle fonti, raccolti dalle strade e dalle rovine di Groznyj da dei volontari, per poi essere registrati e sepolti lì da dei militari russi tra gennaio e ottobre 1995. Le autorità hanno confermato che esistono dati su ogni persona sepolta nella fossa e l'archivio potrebbe stabilirne i nomi.[46][47]
- 3 luglio 2008: venne annunciata la scoperta di una possibile fossa comune contenente i corpi di circa 250-300 persone uccise da artiglieria federale nell'ottobre 1999, vicino al paese di Goryachevodsk. Le organizzazioni per i diritti umani e i media raccontarono dell'attacco del 30 ottobre 1999 ad un convoglio di rifugiati che stava scappando da Groznyj sotto principio di bandiera bianca attraverso il cosiddetto "corridoio sicuro" aperto dalle forze federali lungo la strada tra Goryachevodsk e Petropavlovskaya. Secondo dei testimoni, decisero di rivelare la scoperta della fossa comune solo dopo l'inizio dell'investigazione ufficiale che ebbe inizio a giugno, dopo che i feriti vennero uccisi dai cecchini e i corpi vennero raccolti dai militari e sepolti insieme ai loro veicoli distrutti in un pozzo gigante sui terreni di una fabbrica d'asfalto.[48] Nello stesso mese, un'indagine superficiale del luogo rilevò frammenti di una macchina e di dei vestiti, ma gli investigatori decisero di non indagare più a fondo.[49] Secondo Memorial, i corpi delle persone sepolte nella fossa vennero riesumati dall'organizzazione già ad inizio giugno 2000.[50]
- 27 marzo 2009: dei compaesani di Elza Kungayeva, la vittima dell'ex colonnello Yuri Budanov, mostrarono ai giornalisti un sito di sepoltura di massa nel paese di Tanga-Chu. La fossa comune conteneva i resti di 23 persone. Il difensore civico per i diritti umani della repubblica cecena Nurdi Nukhazhiev dichiarò che i residenti locali ritenevano che i soldati del reggimento di Budanov fossero coinvolti nei crimini.[51]